# Arnea
Arnea (griechisch Αρναία (f. sg.); alternative deutsche Schreibweise Arnaia; alte Bezeichnung Liarigovi) ist ein Ort auf der griechischen Halbinsel Chalkidiki im Landesinneren am Nordrand des Cholomondas-Berges. Arnea liegt 3 km östlich von Paleochori, 90 km südöstlich von Thessaloniki und ca. 25 km nordöstlich von Polygyros.

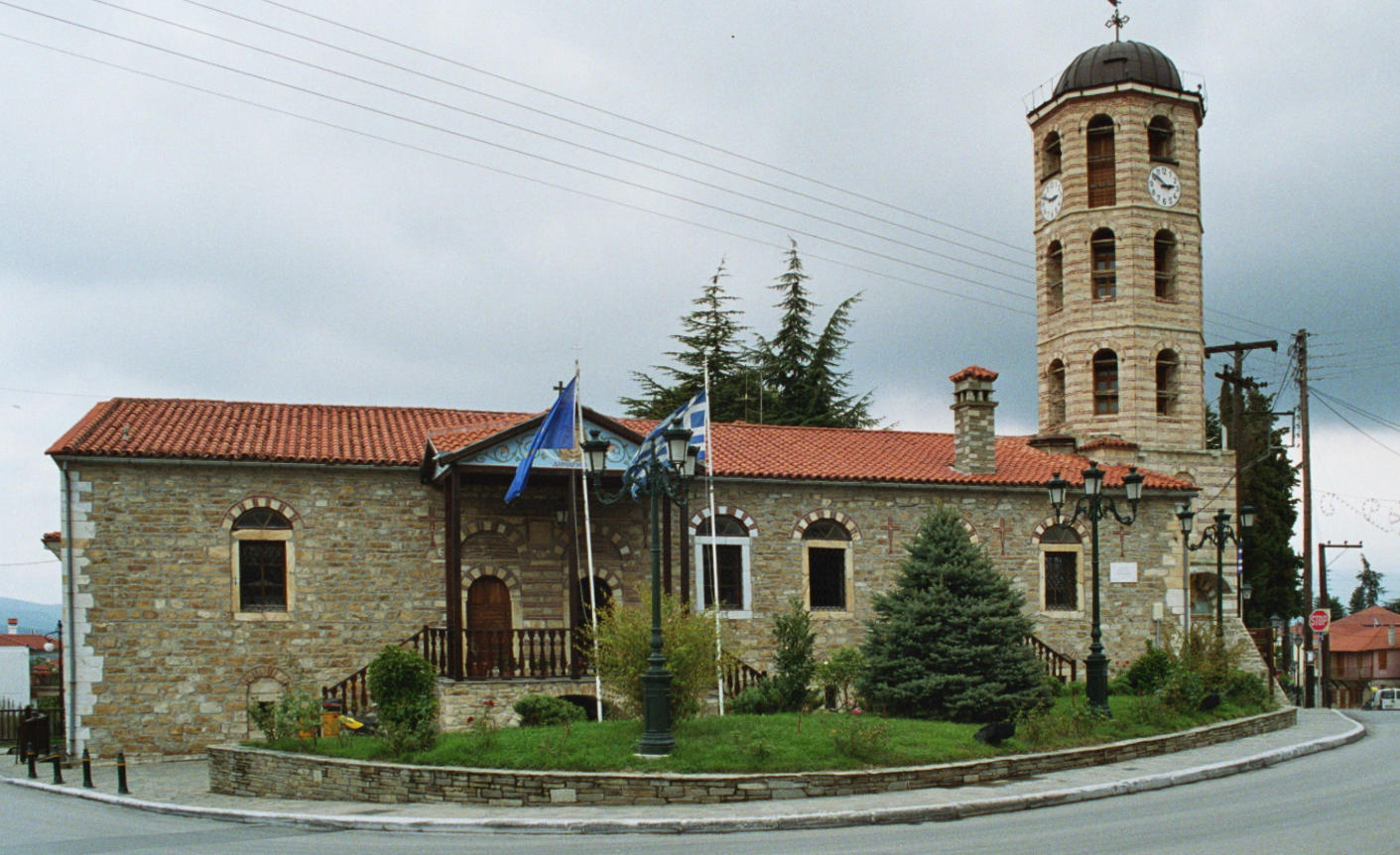
Das Rathaus

Die Gegend um Arnea wird im 14. Jahrhundert erstmals in Schriften des Klosters Kastamonitou (Athos) erwähnt. Die Siedlungsgründung fand wahrscheinlich aufgrund der Quelle (heute noch erhalten) in der Mitte des 16. Jahrhunderts statt. Im weiteren Verlauf der Geschichte zählte Arnaia zu den sogenannten Mademochoria, welche den Silbererzabbau im Nordosten der Chalkidiki unter osmanischer Oberhoheit betrieben. Hierdurch wurden wirtschaftlicher Wohlstand und politische Macht begründet. Im Rahmen der Kämpfe des Griechischen Unabhängigkeitskrieges 1821–1829 erhob sich auch die Bevölkerung von Liarigovi (Arnea) 1821, was von der türkischen Besatzungsmacht mit der Zerstörung von Liaringovi beantwortet wurde.
Im ersten Balkankrieg wurde Liaringovi (Arnea) im November 1912 von griechischen Truppen erobert. 1928 wurde Liaringovi in Arnea umbenannt.
1997 wurde Arnea zum Verwaltungssitz der Stadtgemeinde (Dimos) Arnea, die ihrerseits 2010 in der neu geschaffenen Gemeinde Aristotelis aufging.
Arnea ist berühmt für seine Teppichweberei, insbesondere seine Flokati. Beispiele können im kleinen Folkloremuseum besichtigt werden.

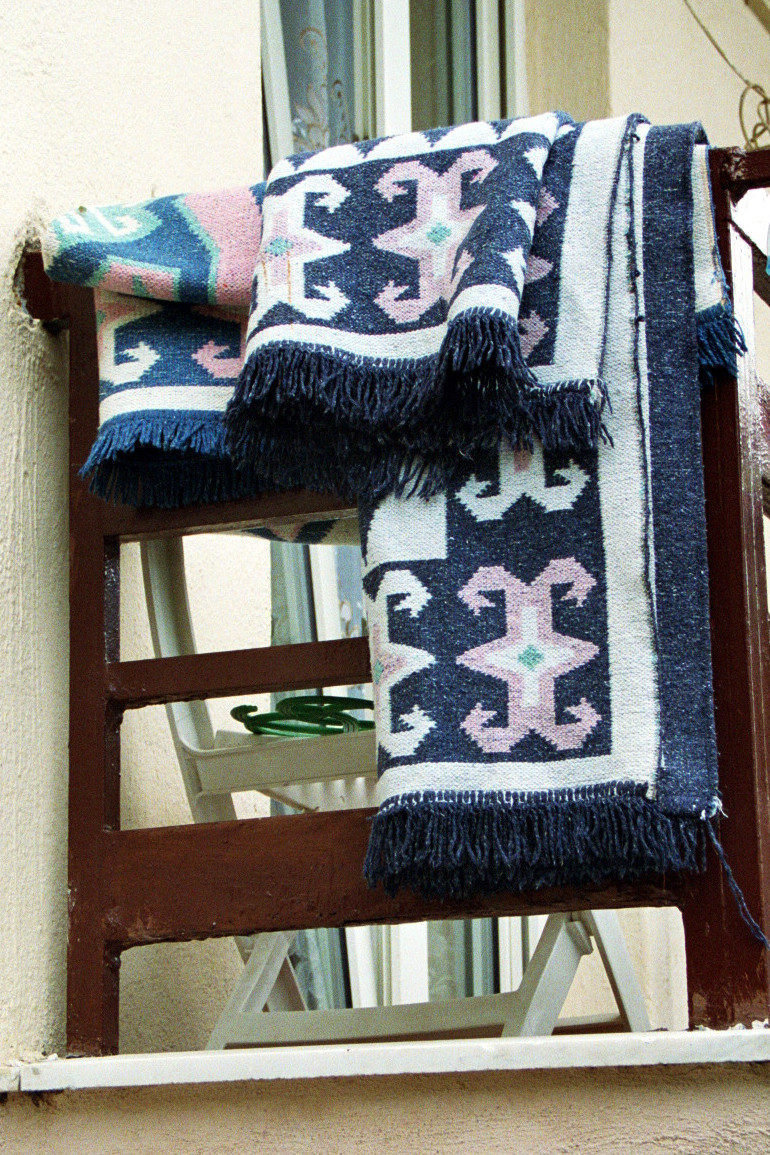
Schafwollteppiche (Flokati)
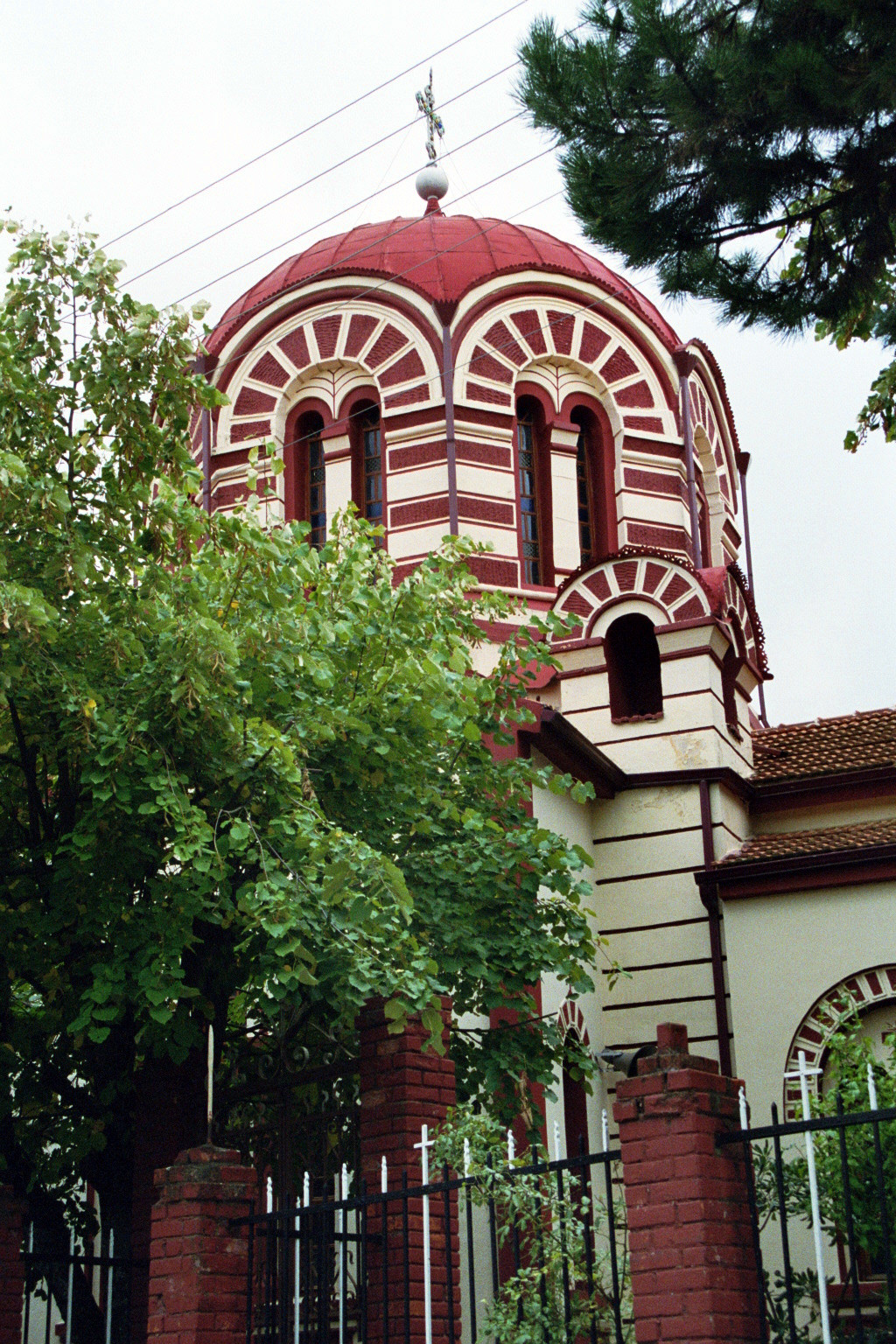
Kirche
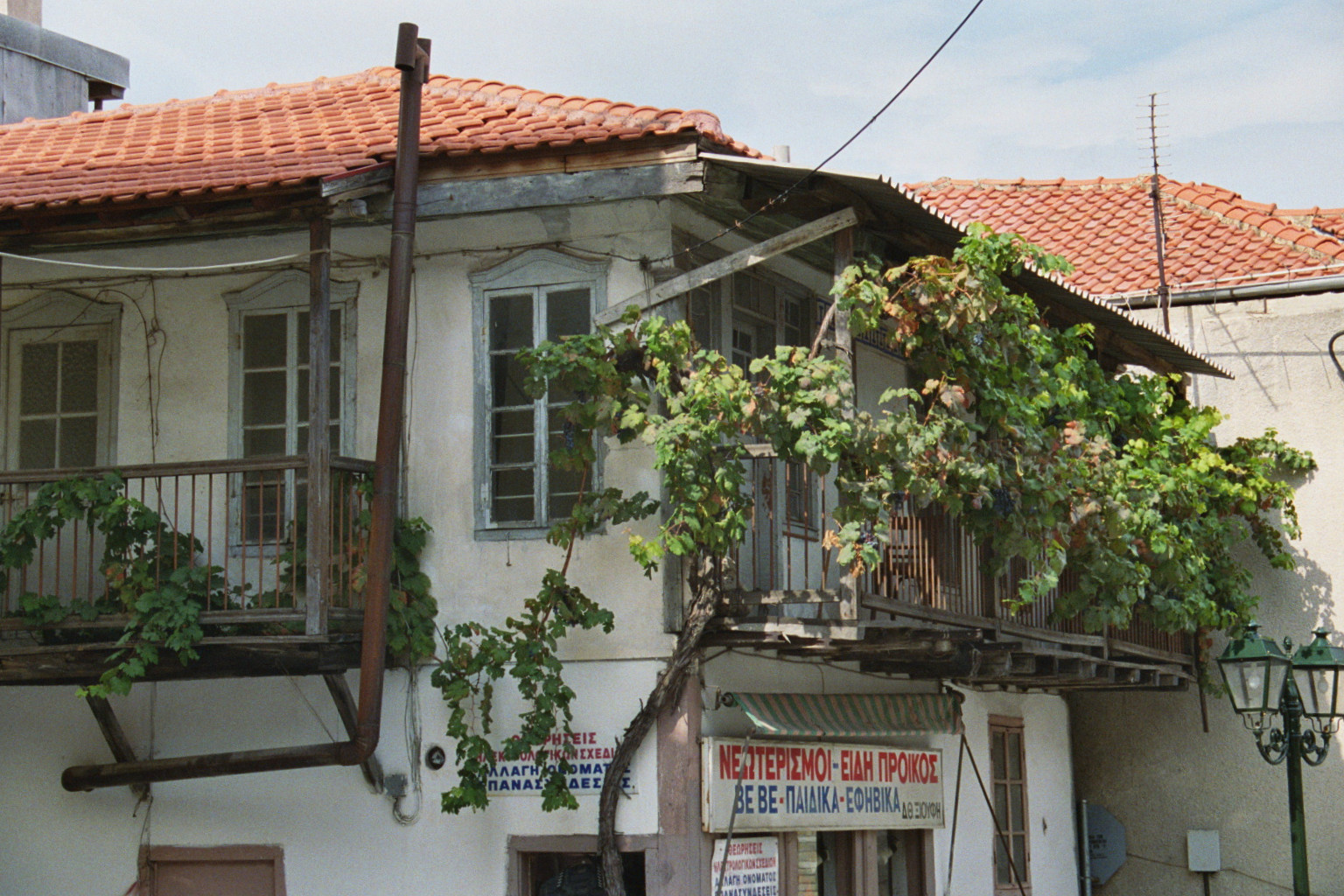
Älteres Haus